# La musica che piace a noi
La musica che piace a noi è il secondo album del gruppo musicale italiano B-nario.

## Tracce
1. Se no che vita è – 3:52
2. Notte senza donne – 4:45
3. To' (non sono né cattivo né buono) – 4:43
4. Cammino muro muro – 4:02
5. 18 anni – 3:27
6. Passami la palla – 3:54
7. La musica che piace a noi – 4:42
8. Non giocare con i miei... – 3:32
9. Come Marco Polo – 3:45
10. Tra me e te – 3:27
11. Fosse per me – 4:44
12. Riccione è casa nostra – 4:14